# Alexíada
L'Alexíada (títol original: Ἀλεξιάς, Alexias) és un text d'història medieval escrit al voltant de l'any 1148 per la princesa romana d'Orient Anna Comnena, filla de l'emperador Aleix I Comnè, del qual és una biografia.

## Contingut
L'Alexíada es compon d'un proemi i quinze llibres que tracten sobre el regnat d'Aleix I Comnè, el qual està narrat amb força detall. L'autora aporta informació d'un dels períodes més actius de la plena edat mitjana, especialment pel que fa a les relacions polítiques entre l'Imperi Romà d'Orient i les potències de l'Europa occidental. És una de les escasses fonts primàries de documentació quan a l'estudi de les reaccions romanes d'Orient respecte al gran cisma de l'Església (any 1054) i la primera Croada. El contingut d'aquesta obra és també un document de primera mà per conèixer com es va produir el declivi de la influència de la cultura romana d'Orient tant a l'Europa occidental com en l'oriental.
- Llibre I: Narra com Aleix va ser ascendit al càrrec de general i comandant de l'elit militar, les escoles palatines. També narra els preparatius de Robert Guiscard per atacar els romans.
- Llibre II: La revolta per usurpar el poder de Nicèfor Botaniates.
- Llibre III: Tracta sobre la pujada al tron d'Aleix (1081), els problemes dins la família dels Ducas, i l'arribada dels normands a través de la mar Adriàtica.
- Llibre IV: La guerra contra els normands (1081-1082).
- Llibre V: Continuació de la guerra amb els normands (1082-1083) i primera topada amb els heretges.
- Llibre VI: Fi de la guerra (1085) i mort del dirigent dels normands Robert Guiscard.
- Llibre VII: Guerra contra els seljúcides (1087-1090).
- Llibre VIII: Fi de la guerra (1091) i complots contra l'emperador.
- Llibre IX: Operacions contra Çaka Bey i els dalmacis (1092-1094). La conspiració de Nicèfor Diògenes.
- Llibre X: Guerra contra els cumans i inici de la Primera Croada (1094-1097).
- Llibre XI: Continuació de la Primera Croada (1097-1104).
- Llibre XII: El fill de Robert Guiscard, Bohemon I d'Antioquia arriba a les fronteres romanes amb intenció d'atacar (1105-1107).
- Llibre XIII: Conspiració d'Aaron i atac dels normands.
- Llibre XIV: Relació amb els turcs, els francs, els cumans i el maniqueus (1108-1115).
- Llibre XV: Expedició contra els bogomils i mort d'Aleix (1116-1118).

## Estil

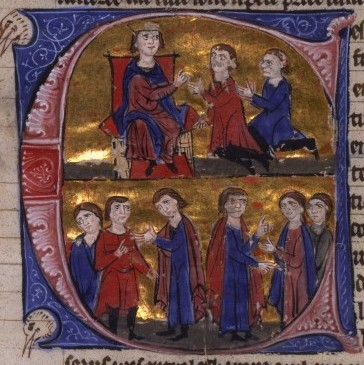
Aleix I Comnè presidint el Consell per les croades

Està escrit en una forma tan pura del grec àtic que resulta artificial. L'estil narratiu té una certa semblança a la poesia èpica d'Homer, autor que havia llegit Anna Comnena. L'emperador és retratat com un capità de vaixell (Odisseu) guiant la seva nau (l'imperi) contra tempestes i infortunis del destí (atacs d'estrangers i complots interns). L'autora el descriu com a un emperador cristià, moralment superior als que han arribat per fer la guerra santa, que ella classifica en: llatins, celtes i normands. Anna Comnena no amaga el seu vincle amb el protagonista de la biografia, cosa que deixa clara des de la introducció, i al llarg de tot el text es permet fer comentaris expressant la seva opinió personal sobre els fets. Aquesta característica, que actualment es consideraria impròpia d'un historiador, al seu temps va ser una innovació molt ben rebuda per la crítica.

## Crítica
Anna Comnena tenia 55 anys quan va començar aquesta obra i en el pròleg expressa que és conscient de la importància de deixar per escrit la informació que posseïa sobre els fets històrics que va viure. No obstant això, alguns crítics han trobat a faltar més maduresa, ja que tendeix a afavorir la imatge i les decisions del seu pare, siguin quines siguin. Fins i tot hi ha hagut crítics que han posat en dubte la seva autoria, més que res pels detalls que dona sobre les batalles, però això queda fàcilment justificat si es té en compte que el seu marit, Nicèfor Brienni era militar i probablement li va narrar amb detall el que passava al camp de combat. Un altre motiu de sospita és l'afecte que demostra en el text al seu pare, mentre que en vida va instigar perquè la fes successora a ella i el seu marit en lloc del seu germà Joan. Se li va criticar també que dediqui més atenció als assumptes bèl·lics que als econòmics o administratius relacionats amb la política de l'imperi.
Altres crítics han vist en aquesta obra la influència del seu mestre Miquel Psel·los, que li devia inculcar els principis cristians i li devia aconsellar sobre el que s'esperava d'una primera dama de la cort imperial, que seria el model que voldrien seguir altres dames si era digna de la seva posició. Encara que alguns moviments feministes del segle xx l'han lloat dient que era una dona avançada al seu temps, en el text no sembla que l'autora vulgui defensar cap posició de gènere, sinó que per a ella, el fet de ser de la noblesa i tenir una educació estava per damunt del fet de ser dona.